# One Acre Fund
One Acre Fund ist eine Non-Profit-Organisation, die Kleinbauern in Subsistenzwirtschaft in Ostafrika Programme mit hochwertigem Saatgut, Düngemittel und wöchentlichen Schulungen anbietet. Sitz ist Bungoma, Kenia.
Damit erhalten die Landwirte Zugang zu Märkten, was ihr Einkommen erhöht. In den Gebieten, in denen One Acre Fund operiert, ist die Kindersterblichkeit von bis zu zwei Jahre alten Kindern um 50 % zurückgegangen.
Im Jahr 2011 wurden diese Programme von 55.000 Farmer-Familien aus Ruanda, Kenia und Burundi angenommen, die im Durchschnitt ihre Ernte verdreifachten und ihren Gewinn um 102 % steigerten. Die von den Landwirten auf Kredit bei One Acre Fund bezahlte Teilnahmegebühr wurde zu 98 % zurückbezahlt und deckte 80 % der Kosten. Die restlichen Kosten finanzierte One Acre Fund durch Spenden und Beihilfen von anderen Organisationen, vornehmlich aus den USA. Die Organisation beschäftigt 565 Mitarbeiter, fast ausschließlich vor Ort. Der Hauptsitz befindet sich in Bungoma, Kenia.

## Konzept
Vor Ort betreut ein field officer 150 bis 200 Landwirte: Im ersten Schritt erklärt er das Konzept, überzeugt die Farmer zur Teilnahme, fasst sie in Kleingruppen von drei bis zwölf Farmern zusammen und schließt mit ihnen Verträge über die Kredite für Saatgut und Düngemittel sowie deren Rückzahlung ab. Der field officer ist auch dafür verantwortlich, die Kreditrückzahlungen einzusammeln. Farmer haben typischerweise einen halben bis fünf Acre zur Verfügung.
Neben der Lieferung des Saatgutes führt One Acre Fund auch umfangreiche Schulungen durch. Beispielsweise wird gelehrt, die Saat in Reihen und in optimalen Abständen auszubringen, doch zuvor wird Düngemittel portioniert in das vorgesehene Loch gegeben.
Als Saatgut werden verschiedene Hybride von Mais und Bohnen zum Anbau als Grundnahrungsmittel angeboten. Versuche laufen mit Grevilleen, das sind Bäume, die im Boden Stickstoff anreichern und nach einigen Jahren verkauft werden können. Die Dünger sind Kunstdünger, da natürliche Dünger – insbesondere Dung – nicht in ausreichender Menge verfügbar sind.
Nach der Ernte wird die korrekte Trocknung und Aufbewahrung gelehrt sowie ein Insektizid vergeben, damit die Ernte nicht nach etwa drei Monaten vernichtet ist, sondern bis zur nächsten Erntesaison als Nahrung erhalten bleibt oder verkauft werden kann, wenn die Marktpreise hoch sind.

## Geschichte
Die Organisation wurde von Andrew Youn im Jahre 2006 gegründet, nachdem er während seines MBA-Studiums an der Kellogg School of Management Kenia besucht und dort Landwirte und deren Lebensbedingungen studiert hatte.
Die Organisation gewann den Social Entrepreneurship Track des Yale 50K Business Plan Competition von der Yale University und die Social E-Challenge of the Business Association of Stanford Entrepreneurial Students (BASES). In den Jahren 2010 und 2011 erhielt die Organisation den Sustainable Finance Award der Financial Times. Beihilfen an One Acre Fund wurden unter anderem von Echoing Green Fellowship, Draper Richards Foundation und der Skoll Foundation vergeben. Über Kiva, eine Organisation, die Mikrokredite vermittelt, können seit Oktober 2011 von Einzelpersonen aus aller Welt Mikrokredite an Farmer in Kenia vergeben werden, die am One-Acre-Fund-Program teilnehmen wollen.
Seit 2007 ist die Organisation auch in Ruanda aktiv und seit 2011 in Burundi. 2018 erhielt die Organisation eine Spende in Höhe von 700.000 Euro vom Monsanto-Eigentümer Bayer.